# Гиссар
Гисса́р (до 1929 г. — Ханака; тадж. Ҳисор) — город республиканского подчинения в Таджикистане у пересечения реки Ханака (приток Кафирнигана) с Гиссарским каналом. До 2016 года — административный центр Гиссарского района. Город Гиссар сегодня представляет собой историческую достопримечательность, гордость всего таджикского народа. История этого места сообщает, что люди здесь жили уже 40 тысяч лет назад.
Решением Правительства Республики Таджикистан № 29 от 2 февраля 2016 года и постановлением Национального совета Высшего собрания РТ № 204 от 3 марта 2016 года пгт. Гиссар со всем Гиссарским районом был наделён статусом города.
Гиссар уже получал статус города — 26 июня 1993 года на основании постановления Верховного совета Республики Таджикистан, но в 2005 году был лишён данного статуса и вновь объявлен посёлком.

## География

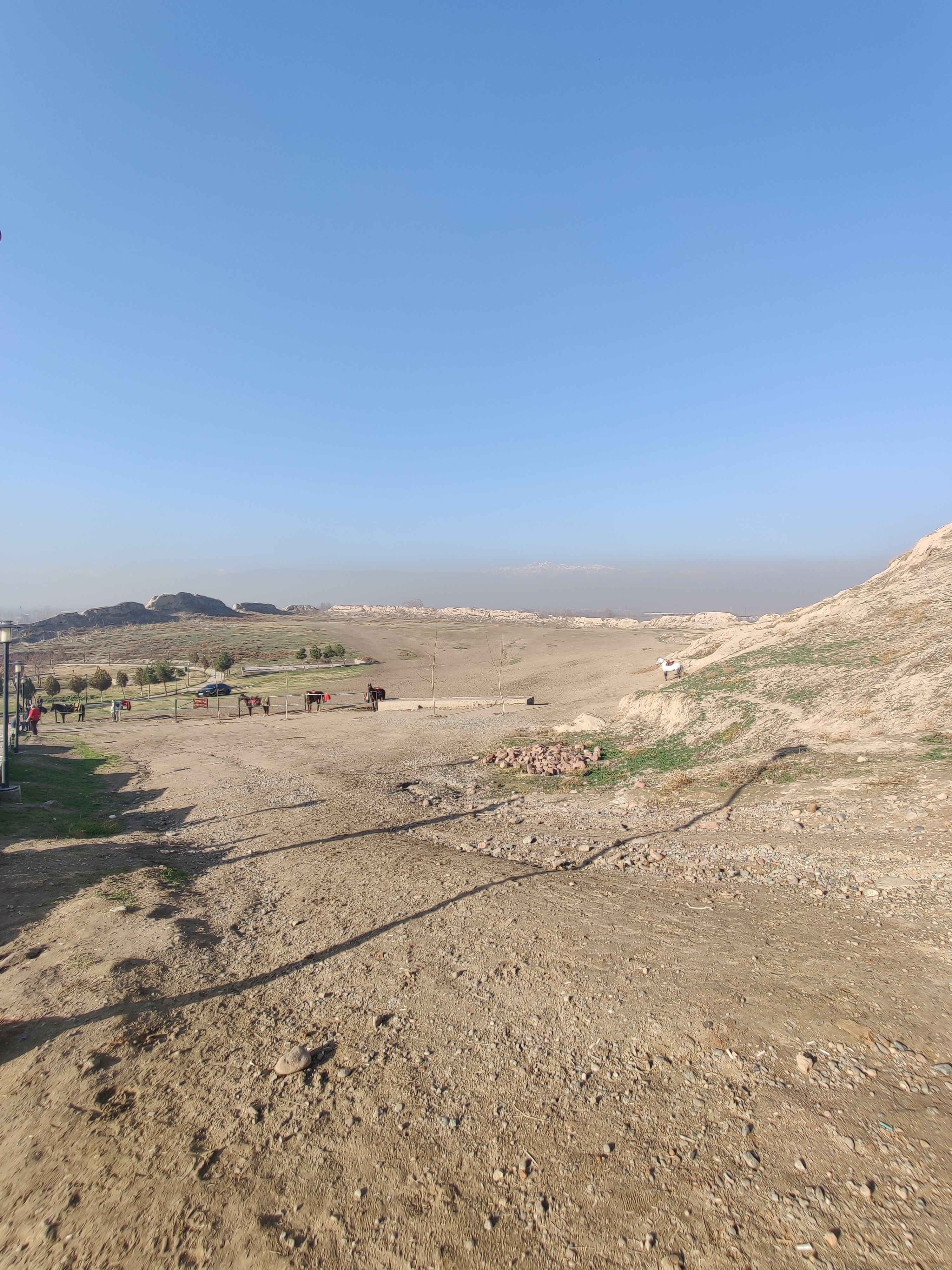

Гиссар расположен в западной части республики и Гиссарской долины, в центре бывшего Гиссарского района, на 20 км западнее Душанбе и в 30 км от международного аэропорта города Душанбе. По территории Гиссара протекают река Ханака и Большой Гиссарский канал.

## История
Гиссарская долина известна по историческим источникам как территория, по городам которой пролегала караванная торговая дорога Великий шёлковый путь. До арабского нашествия на данной территории существовали государственные образования Ахарун и Шуман.
Это место упоминается как «Шумон» в зороастрийской священной книге «Авеста». В XI веке слово «Хисар» («Гиссар») впервые было записано как название села, района или административной единицы.
Во времена владычества Арабского халифата местное население приняло ислам. В IX—X веках он входил в состав Саманидского государства. В XI-начале XIX веков город был в составе тюрко-монгольских государственных образований, а в XIX-начале XX веков — в составе Бухарского эмирата. В Гиссаре сохранились медресе (ныне музей) и развалины Гиссарской крепости.
В 1929 году кишлак Ханака, который был центром Гиссарского района получил название Гиссар.
В 1953 году кишлак Гиссар получил статус посёлка городского типа.
В 1987 году кишлаки Белайдуз, Правда Востока, Пахтаабад (бывш. Каганович) были переданы в состав поселкового совета Гиссар.

## Животноводство
Гиссар знаменит своей гиссарской породой овец. «Гиссарский баран» (тадж. гӯсфанди ҳисорӣ) — один из видов породы овец мясо-курдючного направления, являющийся самым крупным среди всех культурных пород овец (баранов). Порода распространена в Средней Азии, в основном в Таджикистане. Название баран получил от Гиссарского хребта, который находится в западной части Таджикистана в горной системе.
Гиссарская порода овец выводилась в горных пастбищах Гиссара путём народной селекции. Считается, что гиссарские бараны — это отдельная порода курдючных овец. Эта обособленность произошла благодаря полной изоляции этих баранов от других пород и особым природным условиям в ареале разведения этой породы. Гиссарский баран крупнее даже так называемого «барана породы Линкольна», в холке они достигают 85 сантиметров, а овцы — 80 сантиметров, глубина грудины в среднем составляет около 35 сантиметров.

## Население
На 1 января 2019 года население города составило 28 700 человек.
| Численность населения | Численность населения | Численность населения | Численность населения | Численность населения | Численность населения |
| 1933                  | 1939                  | 2019                  | 2020                  | 2021                  | 2022                  |
| --------------------- | --------------------- | --------------------- | --------------------- | --------------------- | --------------------- |
| 900                   | ↗2650                 | ↗28 700               | ↗29 100               | ↗31 700               | ↗32100                |

По национальности:
- 96,0 % — таджики
- 1,5 % — русские
- 0,5 % — татары
- 2,0 % — другие национальности и народности

В Гиссаре функционирует центральная больница, поликлиника и ряд медицинских учреждений.

## Председатели
- Рохбар, Косим (27.1.2022—15.04.2024)
- Носирзода, Джаббор (15.04.2024—)

## Махаллы
Данные по населению приведены на 1 июля 2022 года:
- Сохтмончиён — 1189 жит.
- Хамадони — 1945 жит.
- Рудаки — 1918 жит.
- Пахтаобод — 1870 жит.
- Шарк — 1310 жит.
- Мирзо-Ризо — 718 жит.
- Юсупов — 1240 жит.
- Гафуров — 2772 жит.
- Гагарин — 1305 жит.
- Белайдуз — 3302 жит.
- Омузгор — 1960 жит.
- Айни — 3107 жит.
- К. Худжанди — 3521 жит.
- А. Беруни — 2622 жит.
- Боки Рахимзода — 1490 жит.
- А. Каримов — 1009 жит.
- Нуриддин Каюмов — 204 жит.

## Климат
Климат резко континентальный, среднегодовой уровень осадков составляет более 230 мм.